# Myia
Myia (in greco antico: Μυῖα?, Myîa, "mosca"; Crotone, seconda metà del VI secolo a.C. – Crotone, ...) è stata una filosofa greca antica della scuola pitagorica.

## Biografia
Myia (Mosca) è una figura quasi leggendaria i cui scritti sono andati perduti: sarebbe stata la figlia di Pitagora e di Teano, oltre che sposa del famoso lottatore Milone, a sua volta discepolo pitagorico; fu una figura notissima, se Luciano di Samosata, nel suo Elogio della mosca, afferma che avrebbe potuto raccontare molte cose su Myia se non fosse per il fatto che la sua storia era nota a tutti.
Di lei rimane una lettera, molto probabilmente apocrifa indirizzata a una certa Fillide contenente dei criteri per scegliere una buona nutrice, in base a valori di armonia e di moderazione tipici del pitagorismo: per H. Thesleff questa lettera sarebbe stata scritta verso il III secolo a.C.